# Finlandia en los Juegos Paralímpicos de Pekín 2008
Finlandia estuvo representada en los Juegos Paralímpicos de Pekín 2008 por un total de 31 deportistas, 26 hombres y cinco mujeres.

## Medallistas
El equipo paralímpico finlandés obtuvo las siguientes medallas:
| Nombre           | Deporte          | Evento                    |
| ---------------- | ---------------- | ------------------------- |
| Oro              |                  |                           |
| Markku Niinimäki | Atletismo        | Jabalina F53/54 masculino |
| Leo-Pekka Tähti  | Atletismo        | 100 m T54 masculino       |
| Plata            |                  |                           |
| Markku Niinimäki | Atletismo        | Peso F53/54 masculino     |
| Jarmo Ollanketo  | Ciclismo en ruta | Ruta B VI 1-3 masculino   |
| Bronce           |                  |                           |
| Leo-Pekka Tähti  | Atletismo        | 200 m T54 masculino       |
| Jani Kallunki    | Yudo             | –66 kg masculino          |